# Michelino Davico
Michelino Davico (Bra, 1º marzo 1961) è un politico italiano.

## Biografia
Insegnante al Centro di Formazione Professionale presso l'Istituto Salesiano di Bra.
Giornalista pubblicista con esperienze in diversi giornali locali.
Nel 2011 ha organizzato il Giro di Padania con la ASD Monviso - Venezia di cui è presidente, tra gli altri con gli ex ciclisti Massimo Ghirotto e Matteo Cravero.

## Attività politica

### Gli inizi
Dal 1990 al 1995 e dal 1999 al 2004 è stato consigliere comunale di Bra per la Lega Nord: dal 1993 al 1995 è stato assessore con delega al turismo, viabilità, anagrafe, rapporti con i cittadini e polizia urbana e Vice Presidente del Consiglio Comunale. Nel 2004 si è candidato a sindaco di Bra, ma ha ottenuto il 6,29%, rimanendo fuori dal ballottaggio, per il quale appoggia il candidato di centrodestra Camillo Scimone, poi eletto. Dal 2004 al 2009 è stato dunque assessore alla Cultura, Turismo e Manifestazioni, Scuola e Formazione Professionale.
Alle elezioni regionali in Piemonte del 2000 è candidato dalla Lega Nord nella provincia di Cuneo, ottenendo 2019 preferenze, ma non è eletto. Alle elezioni provinciali del 2004 è candidato al consiglio provinciale di Cuneo dalla Lega Nord, che corre in autonomia sostenendo il candidato presidente Guido Brignone, ma non è eletto, così come alle elezioni provinciali del 2009, nonostante la vittoria della candidata di centrodestra Gianna Gancia, supportata anche dalla Lega.

### Elezione a senatore
Alle elezioni politiche del 2006 viene candidato dalla Lega Nord Padania al Senato della Repubblica nella circoscrizione Piemonte ed è eletto per la prima volta senatore, divenendo componente della VI commissione cultura.
Eletto nuovamente al Senato nella XVI legislatura nella medesima circoscrizione sempre per la Lega Nord, è stato nominato sottosegretario di Stato al Ministero dell'Interno nel governo Berlusconi IV.

### Fiducia al Governo Letta e addio alla Lega
Ricandidato alle elezioni politiche del 2013, viene rieletto senatore nella circoscrizione Piemonte sempre con la Lega Nord, partito però che lascia l'11 dicembre 2013 dopo aver votato la fiducia al governo Letta in dissenso con il gruppo da cui proveniva. Il senatore ha motivato la sua scelta affermando che lo ha fatto per senso di responsabilità.
Successivamente aderisce al gruppo Grandi Autonomie e Libertà (GAL).
Il 1º aprile 2015 viene ufficializzata la sua adesione all'Italia dei Valori (IdV), diventandone così il primo rappresentante a Palazzo Madama nel corso della XVII legislatura. In un'intervista a La Repubblica motiva la scelta perché "Vengo da una forza popolare e di valori, questo era la Lega un tempo, e questo è oggi l'Idv: un partito fondato su legalità, lotta alla corruzione, lavoro". Ad agosto dello stesso anno però, dopo alcune polemiche, abbandona anche l'IdV per aderire ai Moderati di Giacomo Portas.
Il 18 maggio 2017 abbandona i Moderati ed il gruppo Grandi Autonomie e Libertà, per aderisce al neonato gruppo parlamentare di centro-destra "Federazione della Libertà (IDeA-Popolo e Libertà, PLI)", di cui diviene tesoriere, passando quindi all'opposizione.
Nel 2018, a seguito di 12 anni di attività in Senato, non è più ricandidato in Parlamento.

### Fuori dal Parlamento
Dal 2021 è coordinatore regionale del Piemonte del neocostituito partito Noi con l'Italia.

## Opere
- Autore del saggio "Senza Casta - dieci anni, il Palazzo, i protagonisti, l'antipolitica"